# Acrotomus albidulus
Acrotomus albidulus är en stekelart som beskrevs av Dmitriy R. Kasparyan 1986. Acrotomus albidulus ingår i släktet Acrotomus och familjen brokparasitsteklar. Inga underarter finns listade i Catalogue of Life.